# 三浦倭亂
三浦倭亂，又稱庚午倭變，在日本稱為三浦之亂，指的是1510年（朝鮮中宗5年）陰曆4月4日朝鮮薺浦（乃而浦）、釜山浦、鹽浦發生的日本人叛亂，後來室町幕府對馬守護直接介入了叛亂，但最終被朝鮮平定。

## 概要
朝鮮中宗5年（1510年），薺浦的4名恒居倭（長期居住在朝鮮的日本人）被朝鮮軍隊誤當作倭寇殺害。這導致了薺浦恒居倭的不滿，在恒居倭酋大趙馬道、奴古守長的率領下，手持武器聚眾抗議。4月4日，對馬島派遣宗盛順率領大約四五千人支援恒居倭，三浦倭亂爆發。
根據《朝鮮王朝實錄》記載，恒居倭身穿甲胄手持弓箭攻打城池並洗劫城下民居，先後攻陷釜山浦、薺浦，釜山浦守將陣亡，薺浦守將被俘虜。隨後又攻擊永登浦和熊川鎮。
慶尚右道兵馬節度使金錫哲、觀察使尹金孫等人先後向朝鮮朝廷告急。朝鮮中宗立即召集領議政金壽童、左議政柳順汀、右議政成希顏等朝廷重臣商討對策。最終決定派黃衡為左道防禦使，柳聃年為右道防禦使率軍平叛。倭軍由釜山浦攻擊東萊城，由薺浦攻擊熊川城。但在朝鮮的抗擊下，倭軍受挫。4月9日，一部分倭軍撤回對馬國。倭軍在朝鮮的勢力退往薺浦一城。對馬島主宗盛親親自同朝鮮講和。朝鮮一面答應，一面繼續攻擊薺浦。4月19日，朝鮮收復薺浦，倭軍全部退往對馬島。6月末，倭軍再次來攻，被朝鮮擊退。

## 結果
三浦倭亂最終導致了三浦倭館的閉鎖，朝鮮與日本的國交完全斷絕。後來，因對馬的多次交涉，朝鮮與對馬於1512年簽訂了壬申約條，朝鮮同意再開薺浦一港同日本貿易。